# Bloc Català
El Bloc Català fou un partit polític de la Catalunya Nord creat el 23 d'octubre de 2001. Els primers militants vingueren majoritàriament d'Unitat Catalana i del Partit per Catalunya. Es definia com una formació de centreesquerra que promulgava una "identitat catalana oberta al món". Una de les seves propostes era la creació d'una "regió catalana del nord" dintre de França. Els dirigents del Bloc Català foren Jordi Vera (secretari general), Gerard Tarrius (president), Marie-Claude Grégoire (batllessa de Salses), Daniel Canellas, Jack Falcon, Cristofol Soler, Maité Pull, Gildas Girodeau i Pere Mateu. El 3 de desembre de 2006, el Bloc Català va canviar de nom i es va convertir, amb 96 votants presents o representats a l'acte públic fundador, en una federació autònoma representativa de la Catalunya Nord al si de Convergència Democràtica de Catalunya.